# Jérôme Pernoo
Jérôme Pernoo, né le 11 mai 1972 à Nantes, est un violoncelliste français.
Professeur au Conservatoire de Paris (CNSMDP) jusqu'en 2022, il est, en 2023, condamné pour agression sexuelle sur mineur et harcèlement sexuel.

## Biographie

### Parcours musical
Jérôme Pernoo apprend le violoncelle avec Germaine Fleury puis Xavier Gagnepain. Après ses études au Conservatoire national supérieur de musique de Paris avec Philippe Muller, il obtient le 3e prix du concours Rostropovitch à Paris en 1994 et remporte le concours de Pretoria en 1996.
Il s'est produit avec la plupart des grands orchestres français et étrangers. Il côtoie en récital, avec le pianiste Jérôme Ducros, quelques-unes des scènes musicales les plus prestigieuses comme le Wigmore Hall à Londres, le Théâtre du Châtelet, le Théâtre des Champs-Élysées ou la Cité de la musique à Paris.
En 2008-2009, il assure la création mondiale du concerto pour violoncelle que Guillaume Connesson lui a dédié, avec l'orchestre de l'opéra de Rouen sous la direction de Jérémie Rhorer.
En 2013, il est invité au Carnegie Hall de New York et l'année suivante à la Philharmonie de Berlin.
En 2014, Jérémie Rhorer lui dédie son concerto pour violoncelle.
Il est également le créateur et le directeur artistique du festival Les Vacances de Monsieur Haydn, à La Roche-Posay, dont la première édition a lieu en septembre 2005.
En 2015, il crée le Centre de musique de chambre de Paris, en résidence à la salle Cortot à Paris.
Il joue un violoncelle baroque et un violoncelle piccolo italiens anonymes du XVIIIe siècle, école de Milan, ainsi qu'un violoncelle moderne fabriqué pour lui par Franck Ravatin.

### Enseignement
Après sept ans d'enseignement au Royal College of Music de Londres, il est nommé, en 2005, professeur de violoncelle au Conservatoire national supérieur de musique et de danse de Paris (CNSMDP).

#### Accusations de harcèlement sexuel
En mars 2021, le CNSMDP le suspend à la suite de « plusieurs signalements [le] mettant en cause dans son rapport avec les élèves » avancés par la société Egaé, fondée par Caroline De Haas. Le 16 juillet 2021, cette suspension est levée et Jérôme Pernoo est réintégré.
Selon Marianne, les méthodes employées dans cette enquête interne par la société Egaé portant sur des accusations d'agressions sexuelles le visant suscitent le doute sur l'impartialité des investigations,.
En septembre 2021, son employeur prononce à son encontre une exclusion temporaire avec retenue de traitement pour un an pour avoir « manqué aux exigences d'exemplarité ».
En décembre 2021, le tribunal administratif de Paris décide de suspendre cette sanction disciplinaire, considérant que la sanction était « disproportionnée, privait le professeur de toute ressource financière et portait atteinte à sa réputation ». La décision de justice note également l'« ancienneté de certains faits », le « manque d’impartialité de l’enquête administrative » ainsi que « l’irrégularité de la composition du conseil de discipline ».
Le 2 novembre 2022, le tribunal administratif de Paris confirme son licenciement, sans préavis ni indemnité, par le CNSMDP. Le tribunal considère que la sanction « n'était pas disproportionnée au regard des fautes commises » par l'enseignant, « caractérisées en particulier par des manquements à son obligation de dignité, dans l'exercice de ses fonctions de professeur, vis-à-vis de ses élèves, ainsi qu'à ses devoirs d'exemplarité, de réserve et de loyauté envers son employeur. »
Le 26 septembre 2023, Jérôme Pernoo est reconnu coupable par le Tribunal de Paris d’agression sexuelle sur mineur. Il est condamné à un an de prison avec sursis, une amende, dix ans d’interdiction d’enseigner et il est désormais fiché sur le registre des délinquants sexuels.

## Enregistrements

### Discographie
- 1998 - J.S. Bach - Six Suites a Violoncello solo senza Basso (Ligia Digital)
- 2002 - G.B. Degli Antonii/D. Gabrielli - 12 Ricercate op. 1 for Cello Solo / 7 Ricercari for Cello Solo (Ogam)
- 2002 - Sergueï Rachmaninov/Franck Bridge - Sonata for Cello & Piano op. 19 / Sonata for Cello & Piano, 4 Pieces for Cello & Piano - avec Jérôme Ducros (Ogam)
- 2006 - Camille Saint-Saëns - Concerto pour violoncelle no 2 op. 119 - avec l'Orchestre de Bretagne, sous la direction de Nicolas Chalvin (Timpani)
- 2006 - Jacques Offenbach - Grand Concerto pour Violoncelle et Orchestre - Concerto "Militaire" - avec Les Musiciens du Louvre, sous la direction de Marc Minkowski (Archiv-Deutsche Grammophon)
- 2008 - Jacques Offenbach - Duos pour violoncelles - avec Raphaël Chrétien (Ligia Digital)
- 2009 - Ludwig van Beethoven - Sonate à Kreutzer (transcription de Carl Czerny) ; Sonate op. 69 ; Variations sur La Flûte Enchantée - avec Jérôme Ducros (Ligia Digital)
- 2011 - Guillaume Connesson - Musique de chambre - avec Jérôme Ducros (piano), Sergey Malov (violon), Ayako Tanaka (violon), Lise Berthaud (alto), Florent Héau (clarinette) (Collection Pierre Bergé)
- 2013 - Jérôme Ducros - En aparté, Trio et Quintette avec piano - avec Jérôme Ducros (piano), Sergey Malov et Mi-Sa Yang (violons), et Gérard Caussé (alto), (Decca)
- 2014 - Guillaume Connesson - Concerto pour violoncelle - Sous la direction de Jean-Christophe Spinosi avec l'Orchestre Philharmonique de Monte-Carlo (Deutsch Grammophon)

### Filmographie
- 2013 - Jérôme Ducros - Encore pour violoncelle et piano
- 2015 - Zoltán Kodály - Sonate pour violoncelle seul op. 8
- 2017 - Johannes Brahms - Sonates pour violoncelle et piano ; Danse hongroise no 2 - avec Jérôme Ducros (piano). Réalisation : Charly Mandon.
- 2017 - Astor Piazzolla - Grand Tango et Libertango - avec Jérôme Ducros (piano). Réalisation : Charly Mandon.

## Publications
- 2009 : L'Amateur (éditeur : Le Fond des Coulisses), épuisé  (ISBN 978-2-9532889-0-2)
- 2013 : L’Amateur, Lyon, Symétrie, 432 p.  (ISBN 978-2-914373-94-4) [présentation en ligne]